# Saison 3 d'Old Christine
Chronologie
Saison 1 Saison 3
Cet article présente le guide des épisodes de la troisième saison de la série télévisée américaine Old Christine (The New Adventures of Old Christine).

## Généralités
Initialement prévue pour treize épisodes à la mi-saison, elle a été réduite à dix épisodes à la suite du déclenchement de la Grève de la Writers Guild of America de 2007.
Tous les épisodes ont été réalisés par Andy Ackerman.

## Distribution

### Acteurs principaux
- Julia Louis-Dreyfus (V. F. : Anne Jolivet) : « Old » Christine Campbell
- Clark Gregg (V. F. : Jean-François Aupied) : Richard Campbell
- Hamish Linklater (V. F. : Guillaume Lebon) : Matthew Kimble
- Trevor Gagnon (V. F. : Eugène Christo-Foroux) : Richard « Ritchie » Campbell
- Emily Rutherfurd (en) (V. F. : Chantal Baroin) : « New » Christine Hunter
- Tricia O'Kelley (en) (V. F. : Rafaèle Moutier) : Marly Ehrhardt
- Alex Kapp Horner (V. F. : Véronique Desmadryl) : Lindsay Ehrhardt
- Wanda Sykes (V. F. : Françoise Vallon) : Barb

### Acteurs récurrents et invités
- Blair Underwood (V. F. : Bruno Dubernat) : Daniel Harris
- Andy Richter (V. F. : Bernard Bollet) : Stan
- Tom Papa (en) : Mike Gay
- Dave Foley : Tom
- Jason Alexander : Dr Palmer

## Épisodes

### Épisode 1: titre français inconnu (The Big Bang)
- États-Unis : 4 février 2008 sur CBS
- France : sur Canal+
- Belgique : sur Plug RTL

- États-Unis : 9,43 millions de téléspectateurs (première diffusion)

Blair Underwood (Mr. Harris)

### Épisode 2: titre français inconnu (Beauty Is Only Spanx Deep)
- États-Unis : 11 février 2008 sur CBS

- États-Unis : 9,89 millions de téléspectateurs (première diffusion)

- Blair Underwood (Mr. Harris)
- Andy Richter (Stan)
- Miranda Kent (Receptionist)
- Indira Gibson (Nurse)
- Chip Bolcik (Male Narrator)

### Épisode 3: titre français inconnu (Popular)
- États-Unis : 18 février 2008 sur CBS

- États-Unis : 9,4 millions de téléspectateurs (première diffusion)

- Mary McDonough (Mrs. Wilhoite)
- Tom Papa (Mike)
- Lyndsey Fields (Myrna Jones)
- Denise Gossett (Cell Phone Mom)

### Épisode 4: titre français inconnu (Traffic)
- États-Unis : 25 février 2008 sur CBS

- États-Unis : 9,14 millions de téléspectateurs (première diffusion)

- Blair Underwood (Mr. Harris)
- David Goryl (Man)
- Stuart Randy Smith (Male Party Guest)

### Épisode 5: titre français inconnu (Between a Rock and a Hard Place)
- États-Unis : 3 mars 2008 sur CBS

- États-Unis : 8,35 millions de téléspectateurs (première diffusion)

- Tom Papa (Mike)
- Stephanie Faracy (Dr Needleman)
- Sally Pressman (Melanie)

### Épisode 6: titre français inconnu (The New Adventures of Old Christine)
- États-Unis : 10 mars 2008 sur CBS

- États-Unis : 7,38 millions de téléspectateurs (première diffusion)

- Ben Feldman (Timmy)
- Gigi Rice (Shelley)
- Marcy McCusker (Bree)
- Jennifer Rau (Waitress)

### Épisode 7: titre français inconnu (House)
- États-Unis : 10 mars 2008 sur CBS

- États-Unis : 9,62 millions de téléspectateurs (première diffusion)

### Épisode 8: titre français inconnu (Burning Down the House)
- États-Unis : 17 mars 2008 sur CBS

- États-Unis : 11,47 millions de téléspectateurs (première diffusion)

Dave Foley (Tom)

### Épisode 9: titre français inconnu (The Happy Couple)
- États-Unis : 24 mars 2008 sur CBS

- États-Unis : 9,77 millions de téléspectateurs (première diffusion)

### Épisode 10: titre français inconnu (One and a Half Men)
- États-Unis : 31 mars 2008 sur CBS

- États-Unis : 12,57 millions de téléspectateurs (première diffusion)

- Lily Goff (Ashley)
- Marissa Blanchard (Kelsey)
- Jason Alexander (Dr Palmer)
- Steven Hack (Mr. Dupont)